# Марция (жена Катона Утического)
Марция (лат. Marcia, около 79 — после 49 г.г. до н.э.) — древнеримская матрона, вторая жена Марка Порция Катона Младшего и вторая жена Квинта Гортензия Гортала. Представительница рода Марциев.

## Биография
Дочь Луция Марция Филиппа, консула 56 года до н. э., и его первой жены, неизвестной по имени. Не позже 61 года до н. э. Марция вышла замуж за Катона, который недавно развёлся с Атилией. По свидетельству Плутарха, «она считалась нравственной женщиною, но о ней ходит множество толков самого различного свойства». Во время брака с Катоном пережила удар молнии во время беременности, потеряла ребёнка, однако в остальном осталась невредима.
Около 55 года до н. э. Катон развёлся с Марцией и разрешил ей выйти замуж за Квинта Гортензия Гортала, который очень хотел породниться с Катоном. В пользу брака высказался и отец Марции. После смерти Гортензия в 50 году Марция получила большое наследство. Катон вновь женился на ней после начала гражданской войны в 49 году, желая обеспечить безопасность всех её детей.

## Дети
По данным Марка Аннея Лукана, до брака с Гортензием Марция родила Катону трёх детей — предположительно, сына и двух дочерей. Гортензию Марция родила сына Марка — которого, впоследствии по завещанию усыновил брат Марции — Квинт Марций Филипп, проконсул 47 г. до н. э.
Дети от Марка Порция Катона:
- Луций (?) Порций Катон
- Порция
- Порция
- Порций/Порция

Дети от Квинта Гортензия Гортала:
- Марк Гортензий Гортал, после усыновления — Квинт Марций Гортал Гортензий.

## Образ в культуре
Лукан в своей «Фарсалии», так пишет о Марции:

…непорочная Марция, ныне
Сжёгши Гортенсия прах, рыдая, вбежала к Катону;
Некогда девой она разделила с ним брачное ложе, —
Но, получив от неё трёх потомков — награду супруги, —
Отдал пенатам другим Катон её плодовитость,
Чтобы два дома она материнскою кровью связала— .
Данте Алигьери в своей «Божественной комедии» поместил Марцию в лимб (первый круг Ада).

### Исторические источники
- Lucan. II 329 сл.
- Plin. NH. II. 52. 137
- Plut. Cat. Min. 25, 37, 39, 52
- App. BC II 99
- Lyd. Ostens. 44

### Исследования
- 'Münzer F.. Marcius. 115. :  [нем.] // Paulys Realencyclopädie der classischen Altertumswissenschaft. — Stuttgart : J.B. Metzler[нем.], 1930. — Bd. XIV,2. — Kol. 1602.
- Geiger J. M. Hortensius M.f.Q.n. Hortalus // CR. Vol. 20. 1970. P. 132—134.
- Tansey P. Marcia Catonis and the Fulmen Clarum // CQ. Vol. 63. 2013. P. 423—426.